# Kubi Producent
Kubi Producent, właściwie Jakub Adam Salepa (ur. 8 czerwca 2000 w Wadowicach) – polski kompozytor i producent muzyczny. Znany głównie ze współpracy z Bedoesem 2115, z którym nagrał płyty pt. Aby śmierć miała znaczenie oraz Kwiat polskiej młodzieży, a także ze Szpakiem – albumy Dzieci duchy i Uzumaki forma ostateczna. W roku 2021 wydał album z Fukajem o nazwie Chaos.

## Życiorys
Kubi zaczął produkować muzykę w wieku około 11 lat. W wieku 13 lat Kubi wydał swój pierwszy instrumentalny album pt. „Trap 13”, album ukazał się na kanale YouTube SOMD, jednak z czasem album został usunięty oraz rozpoczął współpracę z grupa Alcomindz Mafia. Kubi wraz z początkiem 2015 roku wydał mini-album pt. Vibhanga EP, natomiast pod koniec roku wraz z raperem Szamzem wydał album pt. „Park Jurajski” oraz mini-album wraz z Szopenem pt. „Kraina Czarów”. W 2016 roku pojawiła się informacja, że Kubi nagrywa płytę z Bedoesem.
Tego samego roku, 10 września pojawił się utwór z raperem KęKę pt. „Nic już nie muszę".
10 lutego 2017 miała miejsce premiera wspólnej płyty rapera i producenta pt. Aby śmierć miała znaczenie, na której Kubi odpowiada za całą ścieżkę muzyczną. Kubi w dniu swoich 18 urodzin podpisał kontrakt z firmą Sony Music Poland. 13 lipca 2018 roku ukazał się pierwszy singiel z debiutanckiej płyty producenta pt. „Superman”, na którym gościnnie udzielili się Żabson i Young Multi.
30 listopada 2018 miała premierę druga wspólna płyta Bedoesa i Kubiego pt. Kwiat polskiej młodzieży. Album dotarł do 1. miejsca Polskiej listy przebojów – OLiS i pokrył się złotem. 20 grudnia 2018 roku premierę miał drugi singiel z płyty producenta pt. „Bad Boy”, z gościnnym udziałem Beteo, ReTo i Silesa.
6 maja 2019 roku Kubi ogłosił datę premiery swojej płyty, następnie ujawnił listę wszystkich gości, których było aż 34. 14 czerwca 2019 wydał swój pierwszy pełnowymiarowy album „+18”, który zadebiutował na 5. Miejscu Polskiej listy przebojów – OLiS i pokrył się złotem po niecałych trzech miesiącach od premiery płyty. 31 października 2019 r. w Halloween pojawiła się w sieci informacja, że Kubi Producent nagrywa kolejną płytę, wraz z jednym z najgłośniejszych debiutantów ostatnich lat – raperem Szpaku pt. Dzieci duchy. Album miał premierę 28 lutego 2020 roku i zadebiutował na 2. miejscu Polskiej listy przebojów – OLiS i pokrył się złotem w niespełna tydzień po premierze. 9 czerwca 2021 r. miała premierę najnowsza płyta Kubiego Producenta nagrana wspólnie z Fukajem pt. Chaos. 18 czerwca 2021 wydany został minialbum z Fukajem o nazwie 7 dni odpoczynku EP.
28 lutego, w piątą rocznicę wydania płyty „Dzieci Duchy”  Szpaku poinformował na relacji, że pracuje z Kubim Producentem nad płytą zatytułowaną „Polska Muzyka”.
W 2025 jego utwór „Woda księżycowa” został nominowany do nagrody Fryderyki 2025 w kategorii singiel roku hip hop.

## Dyskografia

### Albumy
Solowe
| Rok  | Album | Pozycja na liście | Sprzedaż        | Certyfikat              |
| Rok  | Album | POL               | Sprzedaż        | Certyfikat              |
| ---- | --- | ----------------- | --------------- | ----------------------- |
| 2019 | +18 - Data: 14 czerwca 2019 - Wydawca: Sony Music Entertainment Poland - Format: CD, digital download, streaming                                 | 5                 | - POL: 30 000+  | - ZPAV: platynowa płyta |
| 2024 | Sen, którego nigdy nie miałem - Data: 6 grudnia 2024 - Wydawca: Sony Music Entertainment Poland - Format: CD, digital download, streaming        | 2                 | - POL: 30 000+  | - ZPAV: platynowa płyta |
| 2025 | Sen, którego nigdy nie miałem Deluxe - Data: 6 grudnia 2024 - Wydawca: Sony Music Entertainment Poland - Format: CD, digital download, streaming | -                 | Zostanie Wydany | Zostanie Wydany         |

Współpraca
| Rok  | Album | Pozycja na liście | Sprzedaż               | Certyfikat                 |
| Rok  | Album | POL               | Sprzedaż               | Certyfikat                 |
| ---- | --- | ----------------- | ---------------------- | -------------------------- |
| 2017 | Aby śmierć miała znaczenie (oraz Bedoes) - Data: 17 lutego 2017 - Wydawca: SB Maffija Label, Step Hurt - Format: CD, digital download, streaming              | 1                 | - POL: 35 000+         | - ZPAV: platynowa płyta    |
| 2018 | Kwiat polskiej młodzieży (oraz Bedoes) - Data: 30 listopada 2018 - Wydawca: SBM Label - Format: CD, digital download, streaming                               | 1                 | - POL: 120 000+        | - ZPAV: 4× platynowa płyta |
| 2020 | Dzieci duchy (oraz Szpaku) - Data: 28 lutego 2020 - Wydawca: GUGU - Format: CD, digital download, streaming                                                   | 2                 | - POL: 60 000+         | - ZPAV: 2× platynowa płyta |
| 2021 | Chaos (oraz Fukaj) - Data: 9 czerwca 2021 - Wydawca: SBM Label - Format: CD, digital download, streaming                                                      | 4                 | - POL: 15 000+         | - ZPAV: złota płyta        |
| 2023 | Wado Loco (oraz Sapi Tha King) - Data: 7 lipca 2022 - Wydawca: Sapi Tha King (dystrybucja Sony Music Entertainment) - Format: CD, digital download, streaming | –                 |                        |                            |
| 2023 | Uzumaki forma ostateczna (oraz Szpaku) - Data: 27 lipca 2023 - Wydawca: GUGU - Format: CD, digital download, streaming                                        | 1                 | - POL: 60 000+         | - ZPAV: 2× platynowa płyta |
| ?    | Polska Muzyka (oraz Szpaku) - Data: Zostanie Wydany - Wydawca: GUGU - Format: CD, digital download, streaming                                                 | –                 | - POL: Zostanie wydany | - Zostanie wydany          |

### Single
Solowe
| Rok  | Tytuł                                                     | Certyfikat                 | Album                         |
| ---- | --------------------------------------------------------- | -------------------------- | ----------------------------- |
| 2018 | „Superman” (gośc. Żabson, Young Multi)                    | - ZPAV: 2× platynowa płyta | +18                           |
| 2018 | „Bad Boy” (gośc. Beteo, ReTo, Siles)                      | - ZPAV: 2× platynowa płyta | +18                           |
| 2019 | „Lifestyle” (gośc. Malik Montana, Borixon, Białas)        | - ZPAV: platynowa płyta    | +18                           |
| 2019 | „9 żyć” (gośc. Otsochodzi, schafter, PlanBe)              | - ZPAV: platynowa płyta    | +18                           |
| 2019 | „Marlboro” (gośc. White 2115)                             | - ZPAV: złota płyta        | +18                           |
| 2023 | „Więcej życia” (gośc. Bedoes 2115, Szpaku)                | - ZPAV: złota płyta        | Sen, którego nigdy nie miałem |
| 2024 | „Woda księżycowa” (gośc. bambi, Fukaj, stickxr)           | - ZPAV: diamentowa płyta   | Sen, którego nigdy nie miałem |
| 2024 | „Mroczna komnata” (gośc. Zeamsone, Young Leosia, Waima)   |                            | Sen, którego nigdy nie miałem |
| 2024 | „Pusty pokój, ale płyty diamentowe” (gośc. Szpaku, Tulia) | - ZPAV: złota płyta        | Sen, którego nigdy nie miałem |
| 2024 | „Zoë Kravitz” (gośc. Fukaj, Chivas, Livka, Lucassi)       |                            | Sen, którego nigdy nie miałem |
| 2024 | „Szlug prawdy” (gośc. Kaz Bałagane)                       |                            | Sen, którego nigdy nie miałem |

Współpraca
| Rok                                                       | Tytuł                                                     | Najwyższe pozycje na listach | Najwyższe pozycje na listach | Najwyższe pozycje na listach | Najwyższe pozycje na listach | Najwyższe pozycje na listach | Certyfikat                 | Album                      |
| Rok                                                       | Tytuł                                                     | POL                          | POLNEW                       | HHTV                         | ESKA                         | RMF                          | Certyfikat                 | Album                      |
| --------------------------------------------------------- | --------------------------------------------------------- | ---------------------------- | ---------------------------- | ---------------------------- | ---------------------------- | ---------------------------- | -------------------------- | -------------------------- |
| 2016                                                      | „Gang, gang, gang” (oraz Bedoes)                          | –                            | –                            | 1                            | –                            | –                            | - ZPAV: platynowa płyta    | Aby śmierć miała znaczenie |
| 2016                                                      | „Biały i młody” (oraz Bedoes)                             | –                            | –                            | 1                            | –                            | –                            | - ZPAV: 2× platynowa płyta | Aby śmierć miała znaczenie |
| 2017                                                      | „NFZ” (oraz Bedoes)                                       | –                            | –                            | –                            | –                            | –                            |                            | Aby śmierć miała znaczenie |
| 2017                                                      | „Napad” (oraz Bedoes)                                     | –                            | –                            | –                            | –                            | –                            | - ZPAV: platynowa płyta    | Aby śmierć miała znaczenie |
| 2017                                                      | „Raz” (oraz Bedoes, gośc. Beteo)                          | –                            | –                            | –                            | –                            | –                            |                            | Aby śmierć miała znaczenie |
| 2017                                                      | „Kolega brata rapera” (oraz Bedoes)                       | –                            | –                            | –                            | –                            | –                            |                            | Aby śmierć miała znaczenie |
| 2017                                                      | „05:05” (oraz Bedoes)                                     | –                            | –                            | –                            | –                            | –                            | - ZPAV: 3× platynowa płyta | Kwiat polskiej młodzieży   |
| 2018                                                      | „Filipiny” (oraz Bedoes)                                  | –                            | –                            | –                            | –                            | –                            |                            | Singiel niealbumowy        |
| 2018                                                      | „Wow” (oraz Bedoes)                                       | –                            | –                            | –                            | –                            | –                            | - ZPAV: platynowa płyta    | Kwiat polskiej młodzieży   |
| 2018                                                      | „Kwiat polskiej młodzieży” (oraz Bedoes)                  | –                            | –                            | –                            | –                            | –                            | - ZPAV: platynowa płyta    | Kwiat polskiej młodzieży   |
| 2018                                                      | „Janosik” (oraz Bedoes, gośc. Golec uOrkiestra)           | 39                           | 3                            | –                            | 18                           | 11                           | - ZPAV: 3× platynowa płyta | Kwiat polskiej młodzieży   |
| 2018                                                      | „Toy Story” (oraz Bedoes, gośc. Rafonix)                  | –                            | –                            | –                            | –                            | –                            | - ZPAV: platynowa płyta    | Kwiat polskiej młodzieży   |
| 2018                                                      | „Gady” (oraz Bedoes, gośc. Białas, Eldo)                  | –                            | –                            | –                            | –                            | –                            | - ZPAV: platynowa płyta    | Kwiat polskiej młodzieży   |
| 2018                                                      | „Chłopaki nie płaczą” (oraz Bedoes, gośc. Taco Hemingway) | –                            | –                            | –                            | –                            | –                            | - ZPAV: 3× platynowa płyta | Kwiat polskiej młodzieży   |
| 2018                                                      | „Delfin” (oraz Bedoes, gośc. Koldi, Young Multi, Beteo)   | –                            | –                            | –                            | –                            | –                            |                            | Kwiat polskiej młodzieży   |
| 2019                                                      | „Kochaj mnie” (oraz Szpaku)                               | –                            | –                            | –                            | –                            | –                            | - ZPAV: platynowa płyta    | Dzieci duchy               |
| 2020                                                      | „Noc polarna” (oraz Szpaku)                               | –                            | –                            | –                            | –                            | –                            | - ZPAV: złota płyta        | Dzieci duchy               |
| 2020                                                      | „Dzieci duchy” (oraz Szpaku)                              | –                            | –                            | –                            | –                            | –                            | - ZPAV: złota płyta        | Dzieci duchy               |
| 2020                                                      | „Na osiedlu” (oraz Szpaku, gośc. Bedoes)                  | –                            | –                            | –                            | –                            | –                            | - ZPAV: złota płyta        | Dzieci duchy               |
| 2020                                                      | „FREESTYLE” (oraz Szpaku)                                 | –                            | –                            | –                            | –                            | –                            |                            | Dzieci duchy               |
| 2020                                                      | „OVERHYPE9000” (oraz Szpaku, gośc. Tymek)                 | –                            | –                            | –                            | –                            | –                            | - ZPAV: złota płyta        | Dzieci duchy               |
| 2020                                                      | „Pali się” (oraz Szpaku)                                  | –                            | –                            | –                            | –                            | –                            | - ZPAV: złota płyta        | Dzieci duchy               |
| 2020                                                      | „Stare graffiti” (oraz Szpaku, gośc. Sarius, Paluch)      | –                            | –                            | –                            | –                            | –                            | - ZPAV: złota płyta        | Dzieci duchy               |
| 2020                                                      | „Ćmy” (oraz Szpaku)                                       | –                            | –                            | –                            | –                            | –                            | - ZPAV: złota płyta        | Dzieci duchy               |
| 2021                                                      | „Światła miasta” (oraz Fukaj)                             | –                            | –                            | –                            | –                            | –                            |                            | Chaos                      |
| 2021                                                      | „Marvin Gaye” (oraz Fukaj)                                | –                            | –                            | –                            | –                            | –                            |                            | Chaos                      |
| 2021                                                      | „Ogród” (oraz Fukaj)                                      | –                            | –                            | –                            | –                            | –                            |                            | Chaos                      |
| 2021                                                      | „Zatapiamy się” (oraz Fukaj, gośc. Vito Bambino)          | –                            | –                            | –                            | –                            | –                            |                            | Chaos                      |
| 2021                                                      | „To dla ciebie” (oraz Fukaj)                              |                              |                              |                              |                              |                              | - ZPAV: platynowa płyta    | Chaos (edycja Deluxe)      |
| 2021                                                      | „Kokieterka” (oraz Oliwka Brazil)                         | –                            | –                            | –                            | –                            | –                            | - ZPAV: złota płyta        | Big Mommy                  |
| 2023                                                      | „Uzumaki forma ostateczna” (oraz Szpaku)                  |                              |                              |                              |                              |                              | - ZPAV: platynowa płyta    | Uzumaki forma ostateczna   |
| 2023                                                      | „Kraina lodu” (oraz Szpaku)                               |                              |                              |                              |                              |                              | - ZPAV: platynowa płyta    | Uzumaki forma ostateczna   |
| 2023                                                      | „Crazy Frog” (oraz Szpaku; gośc. Waima)                   |                              |                              |                              |                              |                              | - ZPAV: 2× platynowa płyta | Uzumaki forma ostateczna   |
| „–” oznacza, że singiel nie był notowany na danej liście. |                                                           |                              |                              |                              |                              |                              |                            |                            |

### Inne certyfikowane utwory
| Rok  | Tytuł                                            | Certyfikat              | Album                    |
| ---- | ------------------------------------------------ | ----------------------- | ------------------------ |
| 2023 | „Totoro” (oraz Szpaku)                           | - ZPAV: platynowa płyta | Uzumaki forma ostateczna |
| 2023 | „Na zawsze” (oraz Szpaku; gośc. Chivas)          | - ZPAV: platynowa płyta | Uzumaki forma ostateczna |
| 2023 | „Byłem młody” (oraz Szpaku; gośc. Jan-Rapowanie) | - ZPAV: złota płyta     | Uzumaki forma ostateczna |
| 2023 | „Nietoperze” (oraz Szpaku)                       | - ZPAV: platynowa płyta | Uzumaki forma ostateczna |
| 2023 | „Mały Rui” (oraz Szpaku; gośc. Rolex)            | - ZPAV: złota płyta     | Uzumaki forma ostateczna |